# イングランドおよびウェールズの国立公園

湖水地方の風景。

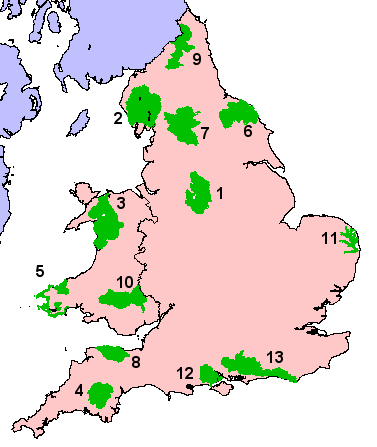
イングランドとウェールズの国立公園の分布。

イングランドとウェールズの国立公園（イングランドとウェールズのこくりつこうえん）は、1949年の「国立公園と地方へのアクセスを定める法」のもとで定められた、比較的開発の手が及んでいない景観のよい地域を指す。その名にかかわらず、イングランドとウェールズの国立公園は他の国での国立公園とはまったく異なる。他の国では国立公園は保護された共有資源として国が所有・管理し、人間の恒久的な村落はそこに含まれない。イングランドとウェールズでは国立公園として指定されるには実際に人が住んでいる定住地を含んでいてもよく、しばしばその地域の全体が利用されていてもよい。また、国立公園の中に個人所有の土地があっても構わない。
現在、イングランドとウェールズには12の国立公園がある。また、イングランドのサウスダウンズは国立公園として登録する手続き中である。いずれの公園も、それぞれの国立公園管理局が運営している。法に定めた運営目的は以下の通りである。
1. その地域の自然の美、野生生物、および文化的遺産を保存、強化する。
2. 公衆が公園のクオリティを理解し楽しむ機会を高める。

推定で毎年1億1000万人がイングランドとウェールズの国立公園を訪れる。レクリエーションと観光が、訪問客と資金を公園にもたらし、それらが公園の自然保護業務を支え、また地元の雇用と産業を振興している。侵食、交通渋滞や公園の施設利用でトラブルを起こすなど、訪問客は問題を持ち込むこともある。

## 歴史

### 未開の僻地?
考古学的な証拠からは、国立公園として指定されている地域には先史時代のブリテンの少なくとも5000年前、場合によってはそれ以前の石器時代から人間が住んでいたと考えられる。
19世紀より前は、未開の僻地はしばしば、単なる文明化されていない危険な土地と見られていた。1725年にダニエル・デフォーは、ハイピークについて「イングランド中で最も不毛で未開で見捨てられた地」と描写している。しかし19世紀の初頭、バイロン、コールリッジ、ワーズワースのようなロマン主義の詩人は、「野生」の地方の霊感を与える美について記した。特に顕著なものは、1810年にワーズワースが湖水地方（レークディストリクト）について「感じる目と楽しむ心を持つ者ならば誰しも権利と利害関係を持つ一種の国家財産」と記した。こうした早期の見解は多くの論争も呼んだが、1世紀の間に支配的となり、1949年に英国の法律として「国立公園および地方へのアクセスを定める法」が成立した。
国立公園という形式の着想は、最初は1860年代の米国で起こった。米国では国立公園は、ヨセミテのような野生生物の生息地域を保護するためのものだった。このモデルは多くの国で使われたが、英国ではそうではなかった。国土に人間が流入してから何千年も経った時点となっては、野生生物が生息する自然の地域はわずかしか残っていなかったのである。さらに、ロマン主義の詩人たちにたいそう愛されたそれらの地域の自然美は、しばしは既存の人間活動（多くは農業）のみによって維持管理されていたのである。

### 国立公園への国家支援の確立
1930年代までには、都市部の人口増加と自動車の普及に伴い地方への公衆の関心が高まったことにより、地方へのアクセスを探す人たちと土地所有者との間に軋轢を生み出していた。キンダースカウト（ピークディストリクトのダークピークにあるヒースの荒野）の大量不法侵入のような直接行動による不法侵入と並行して、いくつかの任意団体が公衆アクセスの問題を政治の場に持ち込んだ。
1931年、クリストファー・アジソン（後のアジソン卿）が議長を務める政府委員会が、国立公園として指定する地域を選定するための「国立公園管理局」を提案した。下記の目的を遂行するため、国立の指定地と鳥獣保護区域のシステムが提案された。
1. 特別な自然の財産を持つ区域を乱開発と乱獲から保護する。
2. 自然美を持つ区域への歩行者のアクセス手段を改善する。
3. 動植物の保護手段を拡充する。

しかし、1931年の総選挙で一時中断してからは、それ以上のアクションは取られなかった。
任意団体の国立公園の設立を要求する委員会が1936年5月26日に第1回会合を開き、英国に国立公園を置くよう政府に働きかけた。第二次世界大戦の後、労働党は英国の戦後復興の一部として国立公園の設置を提案した。国立公園の設立を要求する委員会事務局のジョン・ダウアーが1945年に都市地方計画大臣に提出した報告書は、1947年にも政府の委員会に提出された。このときの委員長はアーサー・ホブハウスだったが、彼は国立公園に関する法案をまとめ、12の国立公園を提案した。サー・アーサーは、適切な地域を指定する基準として、以下のように書いている。
国立公園に不可欠な条件とは、それが偉大な自然美を有し、野外のレクリエーションのための高い価値を有し、十分な連続した広さがあることである。さらに、選定した区域の分布は、合理的に実現可能な限りイングランドとウェールズの主な人口中心のいずれからでもいずれかの区域に速やかにアクセス可能であるようにするべきである。最後に、イングランドとウェールズに現存する地形のバラエティと幅広い多様性にはメリットがある。国立公園の選定を、山の険阻な区域やヒースの原野に狭め、雄大さと野生の点でやや劣るからといって独自の美と高いレクリエーション価値を持つそれ以外の区域を除外することは間違いだ。

### 1949年国立公園と地方へのアクセスを定める法
1949年、国立公園と地方へのアクセスを定める法は全会一致で通過した。まず1950年代に、この法に基づき10の国立公園が指定された。ほとんどが質の悪い農地の高原地帯だった。それらの土地は、個人の土地所有者が所有したままだった。そういった場合、たいてい個人の不動産だったが、王家、またはナショナル・トラストのようにアクセスを許容し勧誘している慈善団体のような公的機関が所有する資産のこともあった。都市部からのアクセス可能性もまた重要だと考えられた。
これ以外の地域も検討されていた。コーンウォール海岸の一部は1950年代には国立公園になる可能性があったが、ひとつの連続した国立公園としてはあまりに共通点が無さ過ぎたため、結局国立公園ではなくかわりに顕著な自然美区域に指定された。ペナイン山脈北部も1970年代に国立公園への指定が検討されたが、この区域は5つの異なる州にまたがっていたため、管理上難しすぎると考えられた。

### その後
ノーフォークとサフォークの沼沢は厳密な意味では国立公園ではなく、1988年の議会特別法に基づき別途設立された沼沢管理局が運営しているが、ほとんど違いがないので国立公園「のようなもの」として認知されている。
ニューフォレストは2005年3月1日に国立公園に指定された。
サウスダウンズも国立公園として提案されており、1999年に政府の支持を得た。サウスダウンズは1947年にホブハウス報告書で選ばれた12区域のうち国立公園になるのが最後となった。2005年2月の時点で、サウスダウンズの国立公園の境界線を決めるための公的調査が行われる予定だったが、この調査は当初予定では終了日だった2005年3月18日まで延期された。指定の手続きはなお2～3年かかる見通しである。

## 組織
1995年の環境法以降、それぞれの国立公園は、それぞれの国立公園管理局が運営している。それぞれの局は以下の2つの「法に定める目的」を執行する。
1. その区域の自然美、野生生物、および文化的遺産を保護し価値を高めること。
2. その公園の特別な品質を公衆が理解し楽しむ機会を促進すること。

これらの目的はときに相反する：例えば、「サンドフォード原則」のもとでは自然保護が優先する。この原則は1995年の環境法第62項で法的な強制力を与えられている。とは言え、これらの目的を追求するにあたり国立公園管理局は現地の住民の社会的、経済的福利を支援する義務も同時に有しているのである。
国立公園管理局の構成員の半数よりやや多い数が、公園のある地方政府の長が指名した要員である。残りの要員は環境・食料・地方省長官が指名した要員、教区の議会を代表する要員、そして「国家的利害」を代表するために選ばれた者である。沼沢管理局にはこのほか、地方省、英国のNature、大ヤーモス港管理局、および環境省に任命された要員もいる。国立公園管理局と沼沢管理局は、地方議会を管理するのと似た法的規制でカバーされている。
国立公園の資金源は複雑であるが、本質的には国立公園管理局のすべての費用は中央政府の資金から支出される。かつては地方政府から一部が支払われ、中央政府が地方政府に弁済していたこともあった。2003～2004年では、国立公園管理局は中央政府の資金から3550万ポンドを受け取っている。
地方省とウェールズ地方議会は、内務省の承認のもと新しい国立公園の指定に責任を持っている政府機関である。国立公園管理局連合会は、国立公園と政府や関係当局との窓口としてはたらく。国立公園評議会はイングランドとウェールズの国立公園を保護、促進するための慈善団体である。

## 国立公園の計画立案
国立公園管理局はその担当区域の戦略的、および現地の計画を立案する当局である。担当区域の空間計画のガイドラインである地方開発枠組みを管理する責任がある。また、その枠組みの範囲内で開発計画を承認する権限がある。居住地と工業の開発、建物やその他の構造物のデザイン、さらには、鉱業開発のような戦略的問題を直接監督するかなりの権限を与えている。
国立公園管理局の計画の権限は、他の政府当局のそれとほとんど差はないが、そのポリシーと解釈は他のどこよりも厳格である。これは政府が「地形と風景の美しさの観点から保護が最良の状態であることを認定する国立公園の指定」（1997年地方－環境品質ならびに経済及び社会開発）を重要視しているためである。

## 国立公園での対立
国立公園管理局は2つの役割を持っている。すなわち公園を保護し価値を高めること、および訪問客の利用を促進することであるこれら二つは、異なるグループのニーズの間で頻繁に対立する。イングランドとウェールズの国立公園には毎年推定で1億1000万人が訪れる。レクリエーションと観光が地域に多くの恩恵をもたらすとは言え、数多くの問題も持ち込んでいる。国立公園管理局に支給される国の資金は、一部はこうした対立に対応するための余分な課題が考慮に入れられている。
村落や景勝地での混雑
いくつかの景勝地に大量の観光客が集中することで、駐車場の混雑、道路の閉塞、地域の施設の混雑、特に夏の日曜日や祝日が顕著である。湖水地方のケズウィックやピークディストリクトのバクストン、ベイクウェルがこの例である。
侵食
徒歩やその他の公共交通手段はあらゆる国立公園で広く使われているが、交通の多い通路を頻繁に使われるとかなりの侵食が起こる。かと言って、道路を補強するのは美観を損なう恐れがある。スポンサー付きの歩行イベント、本や雑誌で紹介された歩行、舗装されていない乗馬専用道での乗馬、及び未舗装道路でのオフロード車の使用により、深刻な磨耗が起こっている。ピークディストリクトのダブデールがこの例である。羊などが丘やヒースの荒れ地で過剰に草を食べることも植生を減らし侵食を加速する原因の一つになっている。
野生動物へのダメージと妨害
公衆に開かれた公園の一部区域では、使用の程度によって野生動物の妨害となる。ヒースの荒野や白亜の丘陵地帯は通常の使用でもダメージを受け、回復には何年もかかる。ヒースの荒野に住む鳥類は地面に巣を作り卵を産むので、特に影響を受けやすい。オリエンテーリング、マウンテンバイク、ハンググライダーは巣を作る鳥類の妨害になりやすい活動の典型例である。
ごみ
あらゆる種類のごみは、景観を損ない、また汚染を発生させ家畜や野生動物にダメージを与える恐れがある。割れたガラスは人間にとって危険であるとともに、太陽光線を集めて火災の原因になる恐れがある。特にピークディストリクトと北ヨークムーアの一部をなすエクスムーアのようなヒースの荒野では注意が必要である。
農地へのダメージ
牧草を踏み荒らすと、牧畜の冬の食料を減らすことになる。歩行路から外れた歩行者は、農地を横切る経路を示す踏み越し段を探そうとしないでフェンスや自然石の石壁をよじ登ることがある。羊は、特に出産時には、適切な管理がされていない犬に傷つけられたり、時には殺されることがある。
地域のコミュニティーの変化
観光客の需要に応えるためのおみやげ屋や喫茶店は、地元の住人のための日用品を売る店（肉屋やパン屋のような）よりも、しばしば儲けが多い。観光客相手の店が大部分を占め、地元住民の需要のための店が少なくなったような村では、地元のコミュニティーは観光客に押し出されたように感じているかもしれない。観光客が集まる村では、しばしば家屋の値段が高騰する。別荘として不動産会社やどこかよそに本来の家を持っている金持ちの余所者に買われたりして、地元の家族が住居費の高騰に苦しむことになる。これは特に、ピークディストリクト、湖水地方、ヨークシャーデール、及びニューフォレストのような大都市から容易に行ける距離にある区域で顕著である。
レクリエーション利用者同士の対立
国立公園を使う形態によっては他の利用者を邪魔することがある。例えば、高速ボートは騒音公害を生むし、他のボート、ヨット、カヌーの利用者及び水泳している人を妨害する。ウィンダーメアでは2005年3月29日から10マイル毎時の速度制限を定める、議論の余地のある条例が発行する。この新しい速度制限により、湖水地方での高速モーターボートと水上スキーは事実上禁止されることになる（湖水地方の16の大きな湖のうち、ウィンダーメア、コニストン湖、ダーウェント湖及びアルスウォーターは公的な航行の権利がある。後ろの3つは1970年代から1980年代に速度制限が定められた）。

## 国立公園の一覧
|    | 名称 (ウェールズ語名)                    | 制定年   | 面積 km2 |
| -- | ---------------------------------------- | -------- | -------- |
| 01 | ピークディストリクト                     | 1951年   | 01438    |
| 02 | 湖水地方                                 | 1951年   | 02292    |
| 03 | スノードニア (Eryri)                     | 1951年   | 02142    |
| 04 | ダートムーア                             | 1951年   | 0956     |
| 05 | ペンブロークシャー海岸 (Arfordir Penfro) | 1952年   | 0620     |
| 06 | 北ヨーク・ムーア                         | 1952年   | 01436    |
| 07 | ヨークシャー・デール                     | 1954年   | 01769    |
| 08 | エクスムーア                             | 1954年   | 0693     |
| 09 | ノーサンバーランド                       | 1956年   | 01049    |
| 10 | ブレコン・ビーコン (Bannau Brycheinniog) | 1957年   | 01351    |
| 11 | ザ・ブロード                             | 1988年   | 0303     |
| 12 | ニューフォレスト                         | 2005年†  | 0580     |
|    | 制定済み合計                             |          | 14629    |
| 13 | サウスダウンズ                           | 2010年?‡ | 01641    |
|    | 提案合計                                 |          | 16270    |

†この公園は2005年3月1日に指定された。ニューフォレストの国立公園管理局は2005年4月1日に設置予定。
‡2005年2月の時点で、サウスダウンズの国立公園の境界線を決めるための公的調査が行われる予定だったが、この調査は当初予定では終了日だった2005年3月18日まで延期された。環境長官の2009年3月31日のアナウンスによれば、2010年に設立され、その1年後に完全に運営される。
2005年始めの時点で、イングランドとウェールズのおよそ9.3%が国立公園の区域になっている。サウスダウンズとニューフォレストを加えると10.7%。ウェールズの3つの国立公園はウェールズの面積の約20%に当たる。

## 文献
- en:National parks of England and Wales 17:15, 9 Apr 2005 より翻訳